# Lise Bourdin
Lise Bourdin (nacida el 30 de noviembre de 1925) es una actriz de cine retirada francesa.
Desde 2017, Bourdin reside en París.

## Filmografía seleccionada
- Children of Love (1953)
- The River Girl (1954)
- The Last Five Minutes (1955)
- Desperate Farewell (1955)
- La ladra (1955)
- Love in the Afternoon (1957)
- The River of Three Junks (1957)
- Ces dames préfèrent le mambo (1957)
- The Last Blitzkrieg (1959)
- Quay of Illusions (1959)